# Onthophagus quadridentatus
Onthophagus quadridentatus é uma espécie de inseto do género Onthophagus, família Scarabaeidae, ordem Coleoptera.
Foi descrita cientificamente por Fabricius em 1798.